# Third United States Army
Die Third United States Army (deutsch 3. US-Armee) ist ein Großverband der US Army. Sie ist als Bodenkampfkomponente US Army Forces Central Command (ARCENT) dem zuständigen US-Regionalkommando für den Nahen Osten, dem US Central Command, unterstellt. Während der offiziellen Kampfhandlungen des Irak-Krieges von 2003 führte die 3rd US Army unter David D. McKiernan das Coalition Forces Land Component Command (CFLCC), zuständig für alle Bodenoperationen der Region. Das CFLCC wurde am 14. Juni 2003 durch die Combined Joint Task Force 7 (CJTF 7) unter Ricardo S. Sánchez ersetzt, welche später wiederum in die Multi-National Force Iraq umgewandelt wurde. Nachdem die CJTF 7 das operative Kommando über alle Bodenstreitkräfte der Region übernommen hatte, wurde CFLCC zum primären Logistikzentrum in der Region.

## Geschichte

### Aufstellung und Erster Weltkrieg
Die 3rd US Army wurde zum ersten Mal am 7. November 1918 während des Ersten Weltkrieges aufgestellt und aktiviert. Dies geschah in Chaumont in Frankreich durch die Generalorder Nr. 198 des Hauptquartiers der American Expeditionary Forces (AEF) unter Lieutenant General John J. Pershing. Am 15. November übernahm dann Major General Joseph T. Dickman den Posten des ersten Oberbefehlshaber der 3rd US Army.
Einmarsch nach Deutschland
Am 15. November 1918 erhielt Major General Dickman den Auftrag, schnell und unter allen Umständen nach Zentral-Deutschland einzurücken und es zu besetzen. Er sollte dann auf Befehl Pershings deutsche Truppen entwaffnen und auflösen. Der Marsch begann am 17. November 1918. Einen Monat später, am 15. Dezember, wurde das Hauptquartier der 3rd US Army nach Koblenz verlegt. Zwei Tage später, am 17. Dezember, sicherte die Armee den Brückenkopf mit einer Pontonbrücke und drei Eisenbahnbrücken über den Rhein. Während dieser Zeit hatte die Armee keinen Kontakt mit deutschen Truppen. Der Waffenstillstand von Compiègne wurde am 11. November 1918 geschlossen. Am 19. Dezember, dem Tag als die Brückenkopfbesetzung abgeschlossen war, unterstanden der 3rd US Army 9.638 Offiziere und 221.070 Unteroffiziere und Mannschaften.
Am 12. Dezember befahl die Feldorder Nr. 11 der 3rd US Army den nördlichen Sektor von Koblenz zu besetzen, um nachrückenden Truppen den Vormarsch zu sichern. In der Nacht zum 14. Dezember hatten die Truppen der 3rd US Army den Perimeter um den Koblenzer Brückenkopf gesichert.
Besatzungszeit in Deutschland (Army of Occupation)
Während des Januars 1919 trainierte die 3rd US Army ihre Truppen, um auf alle Eventualitäten reagieren zu können. Im Februar wurden dann Militärschulen innerhalb des besetzten Gebietes der 3. US-Armee eröffnet sowie ein Quartiermeister-Depot organisiert. Rund 2.000 Offiziere und Unteroffiziere wurden versetzt und absolvierten Kurse auf britischen und französischen Universitäten. Zudem wurde die Rückverlegung von US-Divisionen in die Vereinigten Staaten geplant. Am 4. Februar übernahm die 3rd US Army dann die Kontrolle über Trier. Durch den März hindurch vollzog die 3rd US Army dann Routineaufgaben einer Besatzungsarmee, wie das Training der eigenen Truppen. Zudem wurden Ausbildungszentren auf Korps- und Divisionsebene eingerichtet und die 42nd Infantry Division in die Reserve entlassen. Im April begann dann der Abzug der Divisionen der 3rd US Army und am 20. April übernahm Lieutenant General Hunter Liggett das Kommando von Dickman.
Vertrag von Versailles
Am 1. Juli 1919 informierte Pershing das US-Kriegsministerium darüber, dass nach der Einwilligung der Deutschen in die militärischen Bedingungen die US-Truppen in Europa auf ein einziges Regiment reduziert würden. Die 3rd US Army wurde am 2. Juli 1919 aufgelöst. Ihr Hauptquartier und das dort stationierte Personal (ca. 6.800 Mann) und Verbände unter deren Kommando wurden nun als US-Truppen in Deutschland bezeichnet (American Forces in Germany). Diese Streitmacht verblieb noch drei weitere Jahre in Deutschland. Dies war der Tatsache geschuldet, dass die Vereinigten Staaten den Friedensvertrag von Versailles nicht ratifiziert hatten. Völkerrechtlich befanden sie sich also noch mit Deutschland im Krieg. Diese Situation wurde erst mit einem separaten Friedensabkommen im Sommer 1921 gelöst. Im Herbst jenes Jahres bestand dann nochmals Bedarf an Armeeangehörigen aus Koblenz, als die American Relief Administration anlässlich der Hungersnot in Sowjetrussland 1921–1922 einen Einsatz hatte und amerikanisches Personal am schnellsten von dort zu bekommen war.

### Reaktivierung und Zwischenkriegsjahre
Im August 1932 wurde die 3rd US Army als eine von vier Armeen innerhalb einer Heeresreform der US Army (re)aktiviert um die Truppen auf den Stützpunkten zu kommandieren. Jedoch blieb die 3rd US Army bis zum Vorabend des Zweiten Weltkrieges zum größten Teil eine Armee auf dem Papier. Es wurden zwar Exerzierübungen abgehalten, jedoch waren diese niemals angemessen.

### Zweiter Weltkrieg

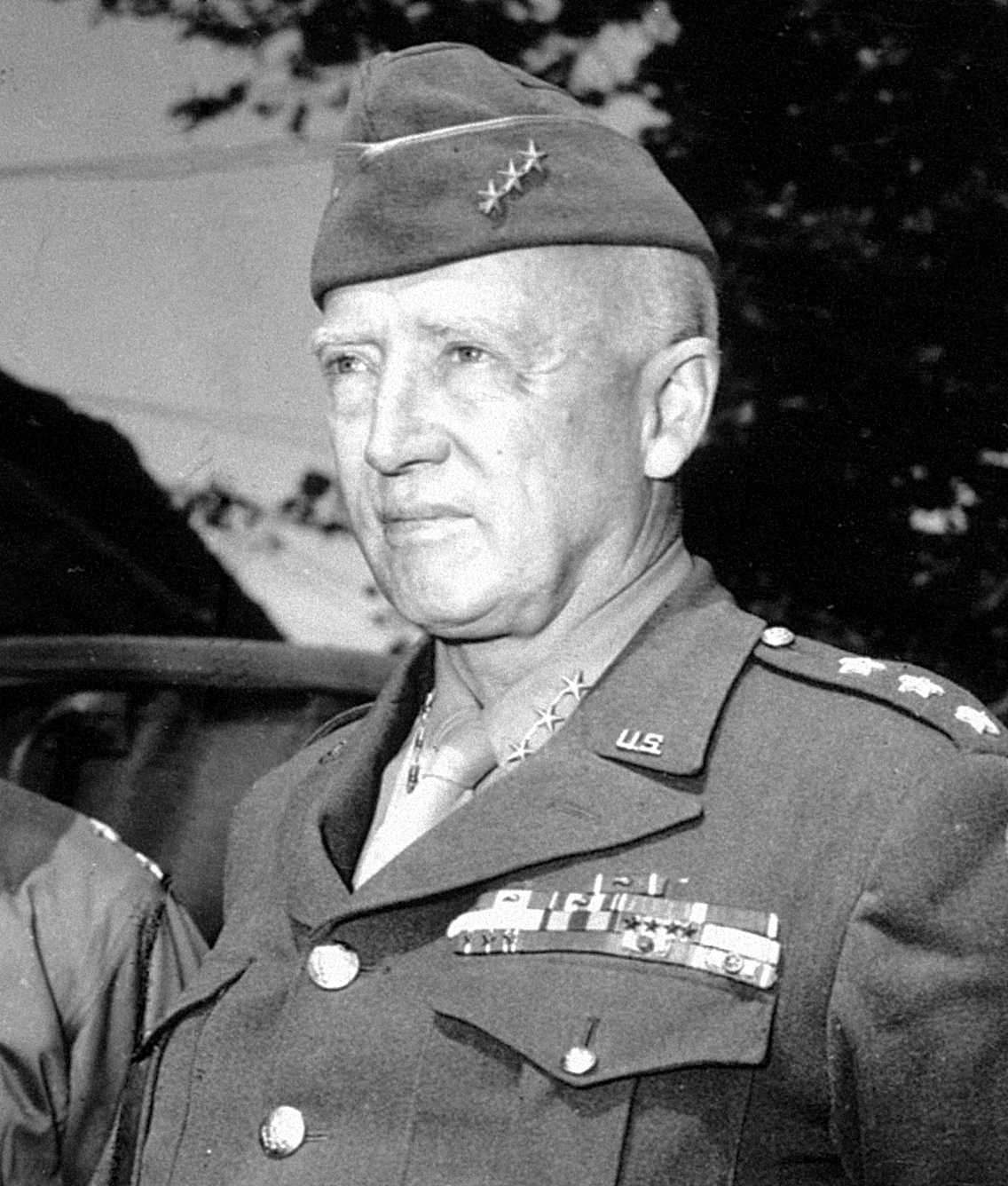
General George S. Patton

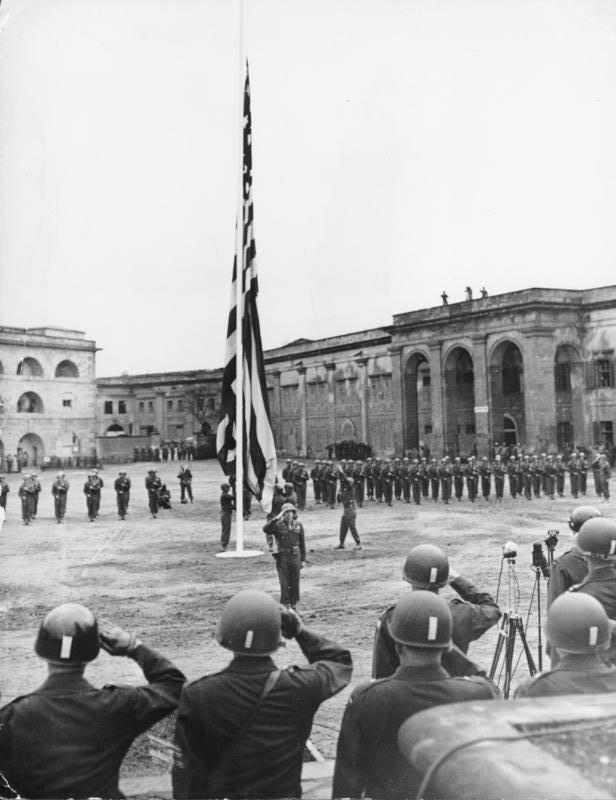
Flaggenparade der 3. US-Armee auf der Festung Ehrenbreitstein nach der Eroberung von Koblenz 1945

Während der Mobilmachung der Vereinigten Staaten 1941/42 kam der 3rd US Army die Aufgabe zu, eine große Anzahl eben eingezogener Rekruten auszubilden. Lieutenant General Walter Krueger, später bekannt als Kommandeur der 6th US Army während des Pazifikkrieges, kommandierte die 3rd US Army vom Mai 1941 bis zum Februar 1943. Unter seinem Kommando wurden die Grundlagen der 3rd US Army als erfolgreiche Streitmacht gelegt. Krueger wurde dann im Februar 1943 von Lieutenant General Courtney H. Hodges abgelöst, der die Armee bis zum Januar 1944 kommandierte. Im Dezember 1943 wurde die 3rd US Army wie erwartet nach England verlegt. Im Januar 1944 übernahm dann Lieutenant General George S. Patton, Jr. das Kommando und führte die 3rd US Army später auch in den Kampf.
Die 3rd US Army nahm in der ersten Phase der Operation Overlord nicht teil. Als die Armee dann nach Frankreich verlegt wurde, gelangen ihr bedeutende Durchbrüche. Nach einer Periode der Sicherstellung war die 3rd US Army wieder bereit für eine Offensivaufgabe. Während der Ardennenoffensive der Wehrmacht (ab 16. Dezember 1944) tat sich Patton dadurch hervor, dass er auf Befehl General Dwight D. Eisenhowers vor dem Saarland einen Linksschwenk nach Norden machte und die vorstoßenden deutschen Truppen an deren südlicher Flanke angriff.
So konnten Verbände der 3rd US Army Ende Dezember 1944 die Belagerung von Bastogne beenden und die dort eingekesselten US-Truppen entsetzen. Bei der Ardennenoffensive hatten die US-Streitkräfte 76.890 Mann Verluste (davon etwa 20.000 getötet; die übrigen verwundet oder vermisst).
Nach weiteren Kämpfen im Rheinland (unter anderem Operation Lumberjack 1. – 7. März 1945) wurde im März 1945 der Rhein bei Nierstein (südlich von Mainz) und Boppard überschritten. Wenige Tage später sicherte das Combat Command B der 3rd US Army bei der Schlacht um Aschaffenburg die Eisenbahnbrücke über den Main. Die 3rd US Army stieß zügig weiter ostwärts vor und befreite am 11. April das Konzentrationslager Buchenwald. Am 14. April erreichte und besetzte sie die geheime Stätte, in der das Nurflügel-Flugzeug Horten H IX getestet wurde.
Ende April schwenkte die 3rd Army nach Süden zur Donau vor und erreichte Passau. Anfang Mai erreichte sie die Grenze von Oberösterreich, stieß nach Linz vor, befreite das KZ Mauthausen sowie einige Außenlager, darunter das KZ Ebensee.
Ernst Florian Winter, der Sohn des ehemaligen Wiener Vizebürgermeisters Ernst Karl Winter, war der erste Austro-Amerikaner, der am 4. Mai 1945 bei Burghausen einmarschierte.
Der linke Flügel der 3rd US Army rückte bis Pilsen in Westböhmen vor. Es waren die am weitesten nach Osten vorgedrungenen US-Truppen.

### Besatzungszeit, Ausbildungsdienst und Auflösung
Die 3rd US Army verblieb nach Kriegsende abermals als Besatzungsarmee im Lande und beteiligte sich bis zum Abzug 1947 am Wiederaufbau Deutschlands. Nach der Rückverlegung in die Vereinigten Staaten übernahm die Armee ähnliche Aufgaben wie in den 1930ern. Beim Ausbruch des Koreakrieges 1950 übernahm die Armee wiederum die Ausbildung von Rekruten. Diese Aufgabe behielt die Armee auch über den Koreakrieg hinaus bis 1974, als sie durch ein neues Hauptkommando, das US Army Forces Command (FORSCOM) abgelöst und dann aufgelöst wurde.

### Reaktivierung und Neuausrichtung
Am 3. Dezember 1982 wurde das Hauptquartier der 3rd US Army in Fort McPherson reaktiviert und unter das Kommando von Lieutenant General M. Collier Ross gestellt. Der neue Auftrag der Armee war der Einsatz als Bodenkampfkomponente (US Army Forces Central Command; ARCENT) des zuständigen Unified Combatant Command für den Nahen Osten, das US Central Command.

### Zweiter Golfkrieg
Unter dem Kommando von Lieutenant General John J. Yeosock übernahm die 3rd US Army das Kommando der Bodenstreitkräfte während der Operation Desert Shield, der Verteidigung Saudi-Arabiens vor einem möglichen Überfall des Irak, nachdem dieser 1990 bereits Kuwait überfallen hatte. Zum Beginn war der 3rd US Army nur das XVIII. US Airborne Corps unterstellt. Im November 1990 wurden dann jedoch die US-Truppen am Persischen Golf durch das VII. US-Corps aus Deutschland massiv aufgestockt. Diese Verlegung ergab die größte gepanzerte Truppenkonzentration der Vereinigten Staaten seit Ende des Zweiten Weltkrieges. Am Anfang der Kampfhandlungen hatte das XVIII. US Airborne Corps drei US- und eine französische Division und das VII. US Corps, vier US- und eine britische Division und damit neun Divisionen, sowie die gepanzerten Kavallerieregimenter der beiden Korps, unter ihrem Kommando.

### Nachkriegsaufgaben in Vorderasien
- Operation Vigilant Warrior
- Operation Vigilant Sentinel
- Operation Desert Strike
- Operation Desert Thunder I
- Operation Desert Thunder II
- Operation Desert Fox

### Irak-Krieg
Während der offiziellen Kampfhandlungen des Irak-Krieges von 2003 führte die 3rd US Army unter David D. McKiernan das CFLCC, zuständig für alle Bodenoperationen der Region. Das CFLCC wurde am 14. Juni 2003 durch die Combined Joint Task Force 7 (CJTF 7) unter Ricardo S. Sánchez ersetzt, welche später wiederum in die Multi-National Force Iraq umgewandelt wurde. Nachdem die CJTF 7 das operative Kommando über alle Bodenstreitkräfte der Region übernommen hatte, wurde CFLCC zum primären Logistikzentrum in der Region.

## Auftrag
Die 3rd US Army umfasst die Summe der Bodenstreitkräfte des Regionalkommandos US Central Command (CENTCOM). Sie ist der operative Arm des US Army Central (USARCENT), dem Service Component Command der Army des CENTCOM (Führungsstab des CENTCOM für die Landstreitkräfte), dem sie unterstellt ist. Der kommandierende Offizier der 3rd US Army ist zugleich der Kommandeur der US Army Central (USARCENT).
In dieser Funktion ist sie verantwortlich für die Ausbildung, Bereitschaft und ständige Einsatzfähigkeit der Bodenstreitkräfte des CENTCOM und unterstützt den Commander CENTCOM bei seinen operativen Planungen, der Zielfindung und Einsatzführung. Die 3rd US Army gewährleistet die militärische Sicherheit im territorialen Verantwortungsbereich des CENTCOM und die öffentliche Sicherheit im besetzten Irak. Durch stetigen Übungsbetrieb und gemeinsame Manöver und Zusammenarbeit mit den Streitkräften verbündeter und befreundeter lokaler Nationen trägt sie zur politischen Stabilisierung der Region bei. Sie führt und koordiniert die Planung und den Einsatz des Coalition Forces Land Component Command (CFLCC).

## Organisation
Im Jahre 2007 hatte die 3rd US Army ihr Hauptquartier in Fort McPherson im US-Bundesstaat Georgia, sowie eine vorgeschobene Basis in Camp Arifjan in Kuwait und das Logistikzentrum der Area Support Group (ASG) (regionale Unterstützungsgruppe) in Katar, das dem US Central Command und dem Coalition Forces Land Component Command (CFLCC) als Logistikkommando diente.

## Führung

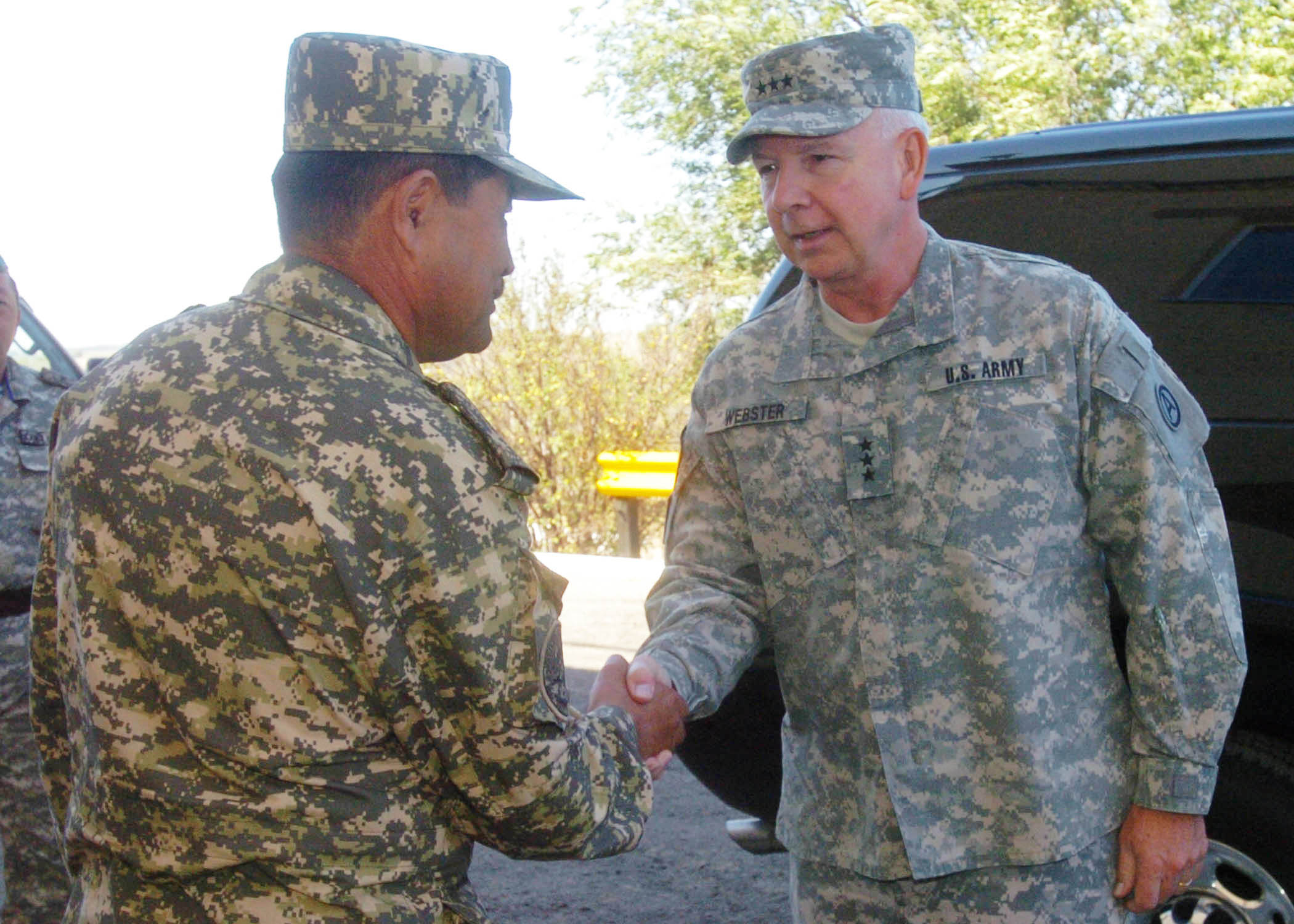
Lieutenant General William G. Webster, Jr., Kommandierender General der 3. US-Armee

### Kommandogruppe (Command Group)
Die Kommandogruppe der 3rd US Army besteht aus dem Kommandierenden General, seinen beiden Stellvertretern, dem Stabschef und dem Command Sergeant Major des Verbandes.

### Liste der Kommandeure
| Nr.                                    | Name                    | Beginn der Berufung | Ende der Berufung  |
| -------------------------------------- | ----------------------- | ------------------- | ------------------ |
| 52                                     | Patrick D. Frank        | 2022                |                    |
| 51                                     | Ronald P. Clark         | 2021                | 2022               |
| 50                                     | Terry R. Ferrell        | 2019                | 2021               |
| 49                                     | Michael X. Garrett      | 2015                | 2019               |
| 48                                     | James L. Terry          | 1. Juli 2013        | 2015               |
| 47                                     | Vincent K. Brooks       | (2011)              | 1. Juli 2013       |
| 46                                     | William G. Webster, Jr. | 4. Mai 2009         | (2011)             |
| 45                                     | James J. Lovelace       | 20. Dezember 2007   | 4. Mai 2009        |
| 44                                     | R. Steven Whitcomb      | 13. Oktober 2004    | 20. Dezember 2007  |
| 43                                     | David D. McKiernan      | 6. September 2002   | 13. Oktober 2004   |
| 42                                     | Paul T. Mikolashek      | 29. Juni 2000       | 6. September 2002  |
| 41                                     | Tommy R. Franks         | 30. Mai 1997        | 29. Juni 2000      |
| 40                                     | Robert R. Ivany         | 18. Februar 1997    | 30. Mai 1997       |
| 39                                     | Steven L. Arnold        | 19. Juli 1994       | 18. Februar 1997   |
| 38                                     | James R. Ellis          | 18. Juli 1992       | 15. Juli 1994      |
| 37                                     | John J. Yeosock         | 17. März 1989       | 17. Juli 1992      |
| 36                                     | Andrew P. Chambers      | 10. Oktober 1987    | 16. März 1989      |
| 35                                     | Theodore G. Jenes Jr.   | 4. Mai 1984         | 30. September 1987 |
| 34                                     | William J. Livsey       | 21. Juli 1983       | 3. Mai 1984        |
| 33                                     | M. Collier Ross         | 1. Dezember 1982    | 20. Juli 1983      |
| Verband zwischen 1973 und 1982 inaktiv |                         |                     |                    |
| 32                                     | Warren Bennett          | 1. Juli 1973        | 1. Oktober 1973    |
| 31                                     | Melvin Zais             | 20. Juni 1972       | 14. Juni 1973      |
| 30                                     | Albert O. Connor        | 1. August 1969      | 19. Juni 1972      |
| 29                                     | John L. Throckmorton    | 1. August 1967      | 31. Juli 1969      |
| 28                                     | Louis W. Truman         | 15. Juli 1965       | 31. Juli 1967      |
| Interim                                | William C. Bullock      | 24. Juni 1965       | 14. Juli 1965      |
| 27                                     | Charles W. G. Rich      | 1. August 1964      | 23. Juni 1965      |
| Interim                                | John W. Bowen           | 16. Juli 1964       | 31. Juli 1964      |
| 26                                     | Albert Watson II        | 2. Februar 1963     | 15. Juli 1964      |
| Interim                                | Hamilton H. Howze       | 1. Dezember 1962    | 1. Februar 1963    |
| 25                                     | Thomas J. H. Trapnell   | 3. Oktober 1961     | 30. November 1962  |
| 24                                     | Paul D. Adams           | 17. Oktober 1960    | 2. Oktober 1961    |
| 23                                     | Thomas J. H. Trapnell   | 1960                | 1960               |
| 22                                     | Herbert B. Powell       | 5. März 1960        | 30. September 1960 |
| Interim                                | Robert F. Sink          | 18. Februar 1960    | 4. März 1960       |
| 21                                     | Clark L. Ruffner        | Mai 1958            | Februar 1960       |
| 20                                     | Thomas F. Hickey        | 15. August 1955     | 30. April 1958     |
| 19                                     | Alexander R. Bolling    | 22. August 1952     | 31. Juli 1955      |
| 18                                     | William A. Beiderlinden | 8. Mai 1952         | 21. August 1952    |
| 17                                     | John R. Hodge           | 1. September 1950   | 7. Mai 1952        |
| 16                                     | Alvan C. Gillem, Jr.    | 19. Juni 1947       | 31. August 1950    |
| Interim                                | Edward H. Brooks        | 15. April 1947      | 18. Juni 1947      |
| 15                                     | Oscar W. Griswold       | 15. März 1947       | 14. April 1947     |
| 14                                     | Ernest N. Harmon        | 10. Januar 1947     | 14. März 1947      |
| 13                                     | Geoffrey Keyes          | April 1946          | 9. Januar 1947     |
| 12                                     | Lucian K. Truscott, Jr. | 8. Oktober 1945     | April 1946         |
| 11                                     | George S. Patton, Jr.   | 26. Januar 1944     | 7. Oktober 1945    |
| 10                                     | Courtney H. Hodges      | 16. Februar 1943    | 25. Januar 1944    |
| 9                                      | Walter Krueger          | 16. Mai 1941        | 2. Februar 1943    |
| 8                                      | Herbert J. Brees        | 1. Oktober 1940     | 15. Mai 1941       |
| 7                                      | Stanley D. Embick       | 1. Oktober 1938     | 30. September 1940 |
| 6                                      | George Van Horn Moseley | 1. Oktober 1936     | 30. September 1938 |
| 5                                      | Frank Parker            | 4. April 1936       | 30. September 1936 |
| 4                                      | Johnson Hagood          | 4. Oktober 1933     | 27. Februar 1936   |
| 3                                      | Edwin B. Winans         | 15. September 1932  | 30. September 1933 |
| Verband zwischen 1919 und 1932 inaktiv |                         |                     |                    |
| 2                                      | Hunter Liggett          | 20. April 1919      | 2. Juli 1919       |
| 1                                      | Joseph T. Dickman       | 15. November 1918   | 19. April 1919     |